# Mauthausen
Mauthausen-Gusen foi um complexo de campos de concentração construídos pelos nazistas na Áustria, situado a cerca de 20 km da cidade de Linz, Inicialmente consistindo apenas de um pequeno campo, transformou-se num dos maiores complexos de trabalho escravo da Europa ocupada pela Alemanha durante a II Guerra Mundial. Os prisioneiros destes campos eram usados para o esforço de guerra alemã, trabalhando em pedreiras e fabricando armas, munições, peças de aviões e minas, sob um regime de trabalhos forçados que causou centenas de milhares de mortos.
Em janeiro de 1945, estes campos somados continham um total aproximado de 85 mil prisioneiros. Cerca de 78 mil a 100 mil pessoas perderam a vida em Mauthausen, mortas pela dureza do trabalho escravo ali realizado. Mauthausen, ao contrário de outros campos nazistas que recebiam gente de todas as classes e categorias, era destinado apenas a integrantes da Intelligentsia dos países ocupados, pessoas da alta sociedade e maior grau de educação e cultura. Foi um dos primeiros complexos de campos de concentração da Alemanha nazista e o último a ser liberado pelos Aliados ao fim da guerra.

## História

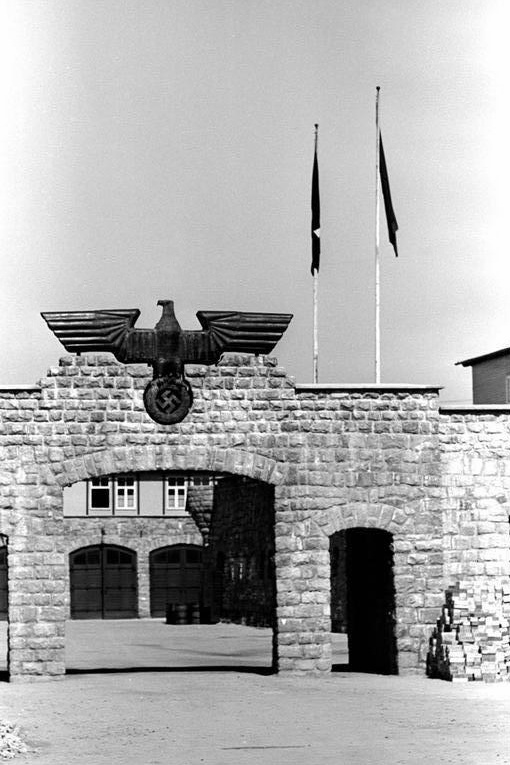
A porta principal do campo de concentração de Mauthausen-Gusen

Em 8 de agosto de 1938, prisioneiros do campo de concentração de Dachau foram enviados à cidade de Mauthausen, perto de Linz, na Áustria, para começarem a construção de um novo campo. Apesar de controlado inicialmente pelo Estado alemão, ele foi fundado por uma empresa privada como um empreendimento econômico. A empresa, comandada por Oswald Pohl, também um oficial graduado da SS, comprou as pedreiras ao redor da cidade e iniciou a construção do campo, cujo principal objetivo econômico era a extração de granito em pedras, a ser feita através do trabalho escravo de milhares de prisioneiros, de prisioneiros comuns como ladrões, assassinos e prostitutas a prisioneiros políticos do Reich.
A partir de 1939, outros campos menores começaram a ser construídos em volta, abrigando mais prisioneiros trazidos de Dachau e Sachsenhausen, além de prisioneiros de guerra soviéticos após a invasão da Rússia em 1941.

Localização do campo

Em 1944, apesar da construção de novos pequenos campos no complexo, o número de prisioneiros superava em muito a capacidade das instalações, chegando a quatro internos por cama. Os prisioneiros do campo também eram "alugados" para trabalho escravo, sendo usados por empresas austríacas para trabalhar em fazendas, construção e reparo de estradas, reparos em barragens do rio Danúbio e até escavação de sítios arqueológicos.
Com o início dos bombardeios estratégicos aliados à indústria de guerra alemã, os planejadores alemães decidiram mover a produção para locais construídos em  túneis e sob o solo, impenetráveis às bombas, onde os prisioneiros de Mauthausen construíram fábricas de aviões Messerschmitt Me 262 a jato e de foguetes V-1.

## Extermínio

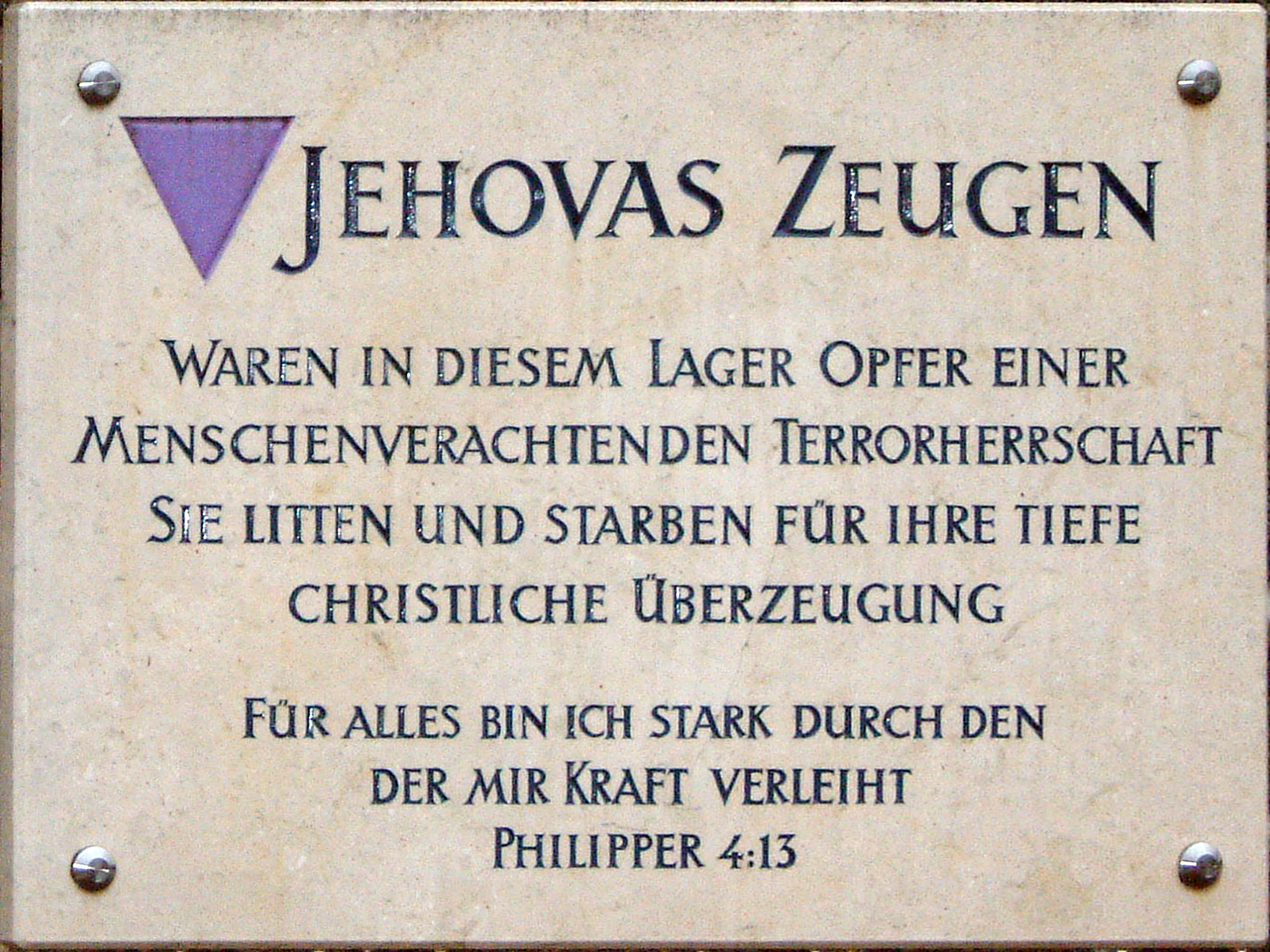
Pedra Memorial aos Triângulos roxos que sofreram terror no campo de Mauthausen, Áustria

A função política de exterminação do campo era exercida ao mesmo tempo que a função econômica. Até 1942, Mauthausen foi usado para prisão e assassinato dos inimigos políticos e ideológicos da Alemanha nazista, reais ou imaginários. Este extermínio se dava inicialmente através de trabalhos forçados. Quando os prisioneiros regressavam às barracas e alojamentos após doze horas de trabalho exaustivo nas pedreiras, aqueles sem condições físicas de continuarem a servir às expectativas, por exaustão completa ou doença, eram mortos com injeções intravenosas de veneno, nas "enfermarias" e cremados no crematório local. Milhares deles morreram por exaustão nas próprias pedreiras e fábricas.
A princípio, o campo não contava com câmaras de gás e prisioneiros sem condição de trabalho eram transferidos para outros campos para execução. A partir de 1940, caminhões itinerantes com boléias transformadas em câmaras viajavam entre os sub-campos do complexo para realizar sua tarefa macabra. A partir de dezembro de 1941, uma câmara de gás permanente com capacidade para 120 pessoas de cada vez foi instalada.

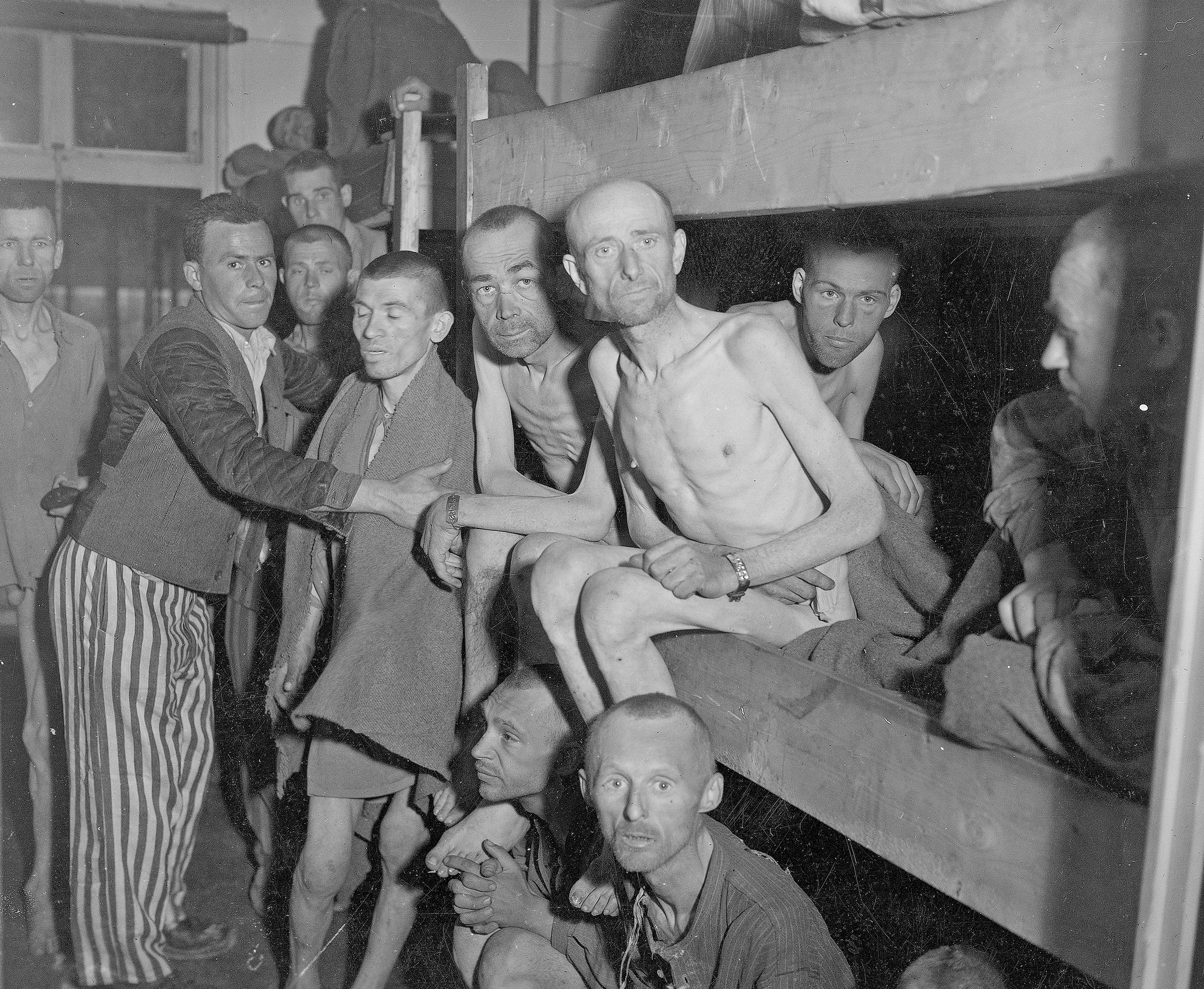
Prisioneiros em Ebensee, um dos sub-campos de Mauthausen

A pedreira de Mauthausen foi o local da infame "Escada da Morte", onde prisioneiros eram obrigados a subir os 186 degraus da pedreira carregando blocos de pedra de 50 kg em fila; como resultado disso, alguns prisioneiros exaustos caíam por cima dos outros, derrubando diversos homens na fila escada abaixo, num efeito dominó, para a morte ou graves ferimentos. 
Esta brutalidade proposital seguia os métodos dos SS, que forçavam prisioneiros a subirem correndo os degraus da pedreira carregando pedras, após horas de trabalho pesado, sem comida nem água suficientes, e os que caíssem eram executados; os poucos sobreviventes participavam então do chamado Muro do Páraquedas, onde alinhados na crista da pedreira à beira do precipício, tinham a escolha de morrerem fuzilados perfilados na fila ou jogarem o companheiro ao lado pela borda do penhasco.
Outros métodos de extermínio usados em Mauthausen eram:
- Surra com bastões até a morte
- Chuveiro de gelo, onde eram obrigados a tomar um banho gelado e depois deixados para secar do lado de fora da barraca sob um frio de -30 °C, morrendo de hipotermia (3.000 morreram assim)
- Fuzilamento em grupo
- Experimentos médicos (ver: experimentos humanos nazistas), com inoculação de bactérias  de tifo e cólera nos prisioneiros para testar vacinas. (2000 mortos)
- Enforcamento
- Fome em solitárias
- Afogamento em barris de água

## Liberação

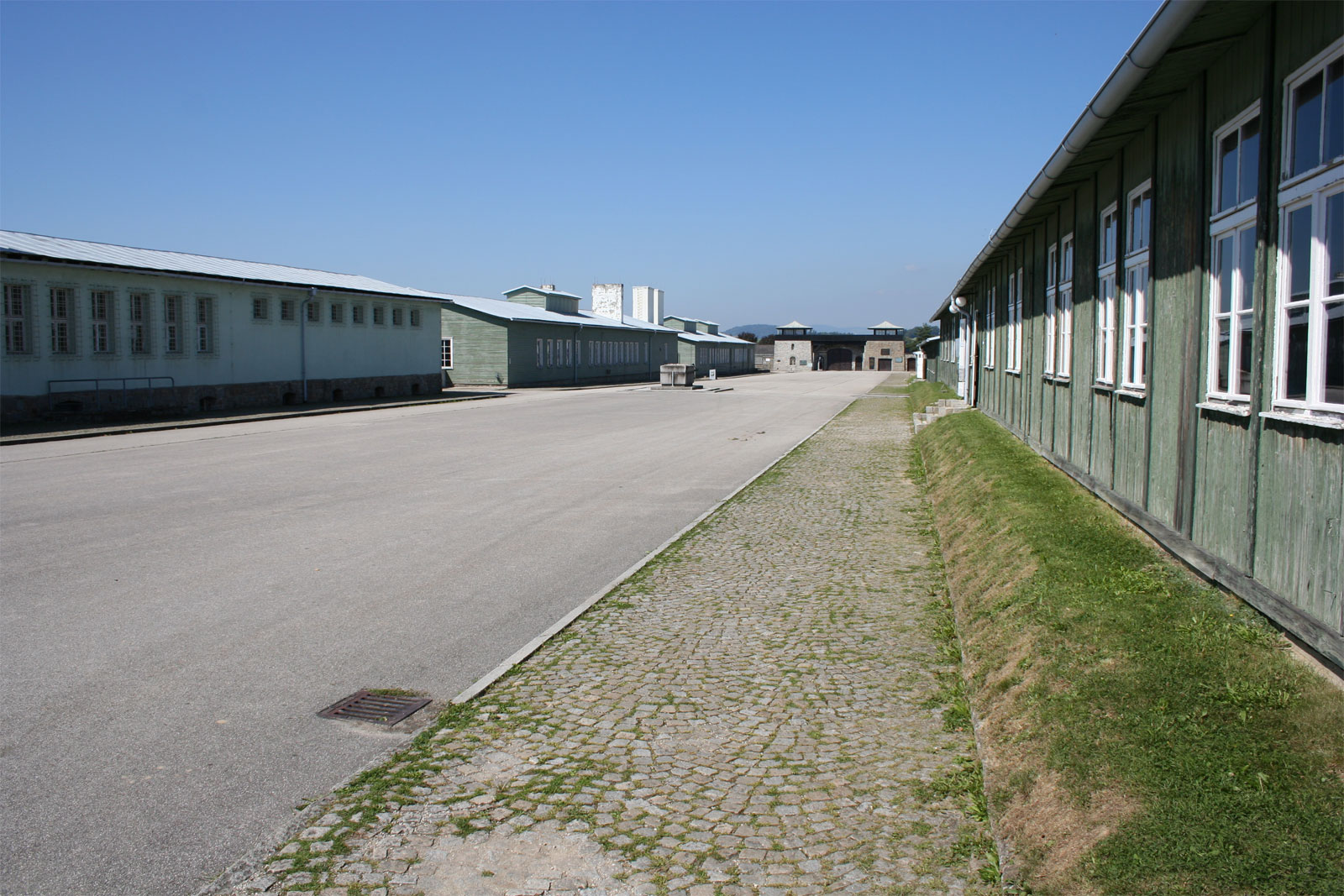
Foto atual do campo transformado em memorial. Visto de dentro para fora, mostra ao fundo, no centro, o portão de entrada. À esquerda, a câmara de gás e as chaminés do crematório

Em 3 de maio de 1945, a guarda SS de Mauthausen deixou os campos junto com seu comandante, o SS-Standartenführer Franz Ziereis, devido ao avanço das tropas aliadas. Foram substituídos no dia seguinte por homens desarmados da  Volkssturm, a guarda nacional criada por Hitler nos últimos dias de guerra, formada basicamente por homens de meia idade e inválidos de guerra, policiais aposentados e bombeiros de Viena, que criaram junto com os internos um sistema de controle do campo pelos próprios prisioneiros.

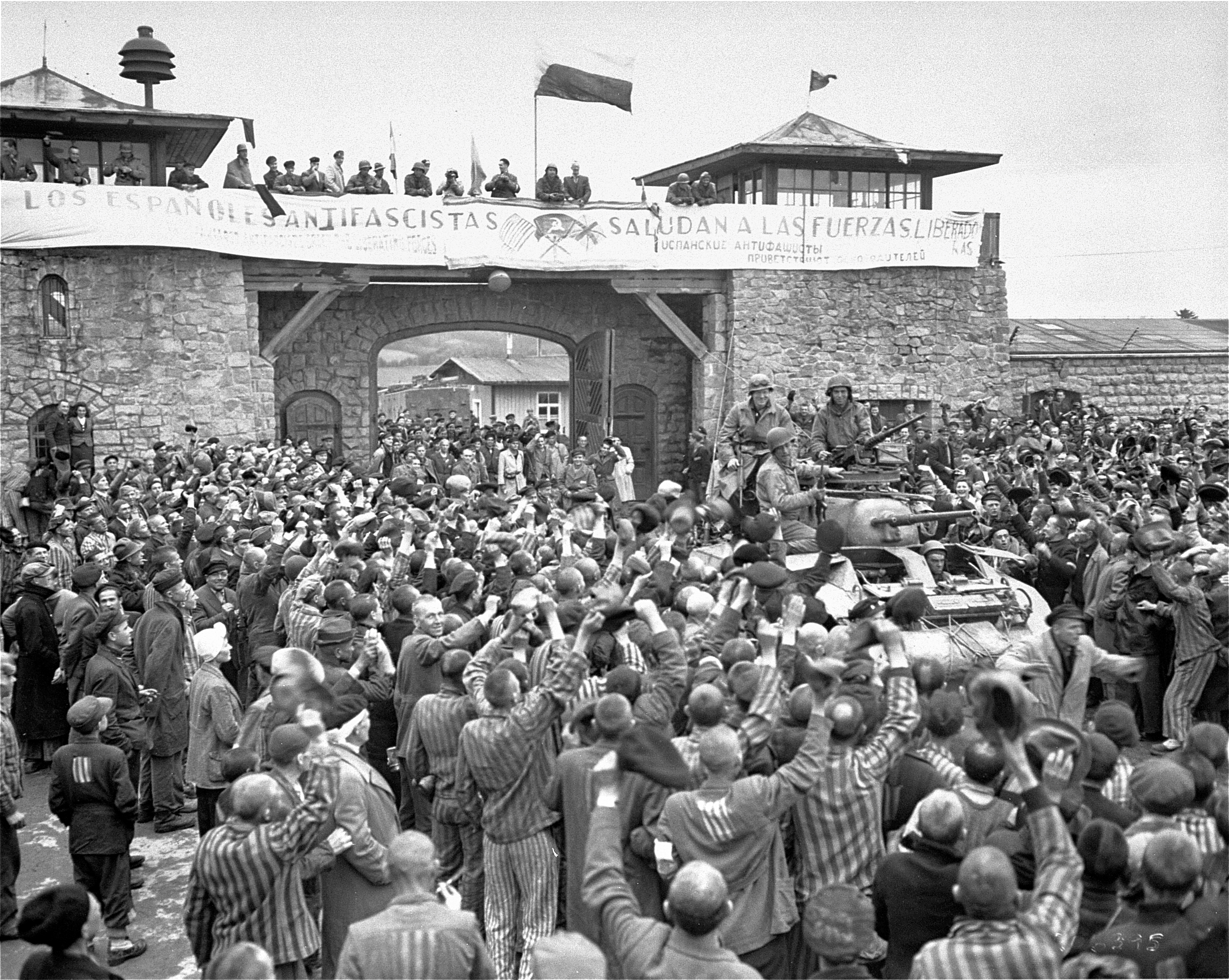
Libertação do campo pelas tropas norte-americanas

Em 5 de maio, o complexo foi o último a ser libertado pelas  tropas norte-americanas do 3º Exército dos Estados Unidos, que desarmaram os policiais e se retiraram. A grande maioria dos SS já havia fugido, mas cerca de 30 restantes do pessoal de apoio que ficaram foram linchados pelos prisioneiros.
Entre os sobreviventes estavam o tenente americano Jack Taylor, que seria uma testemunha chave nos subseqüentes julgamentos de crimes de guerra de Mauthausen e um engenheiro chamado Simon Wiesenthal, que dedicaria o resto de sua vida a caçar criminosos de guerra nazistas.
Após a capitulação alemã, o campo passou a fazer parte da zona de ocupação soviética na Áustria. Inicialmente sua área foi usada para instalações de barracas de acampamento de tropas do Exército Vermelho a medida que as fábricas subterrâneas iam sendo desmanteladas e enviadas para a URSS como butim de guerra; em 1947 os soviéticos explodiram os túneis e devolveram o local ao governo austríaco, que declararam o local memorial nacional.
Em 1975, o chanceler Bruno Kreisky abriu no local o Museu Mauthausen. A área antes ocupada pelos sub-campos do complexo hoje é coberta de edificações residenciais construídas no pós-guerra.

## Na cultura popular
O filme espanhol "O Fotógrafo de Mauthausen" dirigido por Mar Targarona, retrata os trabalhos forçados, execuções e outras atrocidades cometidas pelos oficiais nazistas no campo de concentração de Mauthasen.[carece de fontes?]